# Джекпот (Marvel Comics)
Джекпот (англ. Jackpot) — псевдоним двух вымышленных супергероинь, Сары Эрет (англ. Sara Ehret) и Аланы Джобсон (англ. Alana Jobson), появляющихся в американских комиксах, издаваемых Marvel Comics, как правило в историях, связанных с Человеком-пауком.

## История публикаций
Джекпот, созданная сценаристом Дэном Слоттом и художником Филом Хименесом, дебютировала в Spider-Man: Swing Shift, который раздавался фанатам во время Дня бесплатных комиксов. В дальнейшем Джекпот фигурировала в нескольких сериях связанных с The Amazing Spider-Man, после чего, в 2010 году, обзавелась собственной мини-серией Amazing Spider-Man Presents: Jackpot.

## Биография

### Происхождение
Беременный учёный Сара Эрет из «Phelcorp» (дочерняя компания «Oscorp»), работала над лечением болезни Паркинсона, случайно подвергнувшись воздействию «Lot 777». Вирус изменил её ДНК на клеточном уровне, в результате чего женщина впала в кому на четыре месяца. Выйдя из комы, Эрет без каких-либо осложнений родила ребёнка. В дальнейшем, когда на её семью едва не свалились падающие обломки, она впервые задействовала свою сверхчеловеческую силу, чтобы спасти близких.
Джекпот прошла обучение и стала действовать под именем Джекпот, вступив в ряды Инициативы, супергероев за службе у правительства США. Несмотря на то, что она посвятила часть своей жизни борьбе с преступностью, Сара отказалась от деятельности супергероини в пользу обычной жизни. Когда другая женщина по имени Алана Джобсон заплатила Саре за использование её альтер эго «Джекпот», та приняла предложение и отказалась от костюмированной борьбы с преступностью.

### Алана Джобсон
Алана купила личность Сары и воспользовалась коктейлем из различных сывороток, включая мутантный гормон роста, чтобы наделить себя сверхсилой (3 тонны), выносливостью и неуязвимостью, выступая под именем Джекпот. Усомнившись в своей ориентации, Алана влюбилась в Человека-паука, которому всячески стремилась подражать. Позже выяснилось, что она лесбиянка. Ей нравилась Сара, однако Алана держала свои чувства в тайне.
Джекпот объединилась с Человеком-пауком в поисках суперзлодейки Угрозы. В конце концов они обнаружили её во время похищения члена городского совета. Джекпот вмешалась в битву Человека-паука и Угрозы, сбросив последнюю с глайдера. Тем не менее, это привело к столкновению глайдера с членом совета, в результате чего та погибла, а Угрозе удалось скрыться. Джекпот и Человек-паук винили себя в смерти женщины. Последний попытался утешить Алану, однако находившаяся в шоке девушка оттолкнула супергероя и скрылась.
Во время сюжетной линии Secret Invasion 2008 года владелец Daily Bugle Декстер Беннет оклеветал Джекпот после того, как та случайно напала на собрание руководителей фармацевтических компаний.
Джекпот пришла в ярость от содержания статьи Bugle и направилась в офис редакции вместе с представителем по связям с общественностью, предоставленным Инициативой. В то же время на офис редакции напал Супер-Скрулл, который обладал способностями противников Человека-паука — Ящера, Носорога, Электро, Гидромена, Песочного человека и Венома. Джекпот вступила в конфронтацию с Супер-Скруллом, после чего на неё напала Угроза. В то время как последняя скрылась, Джекпот заморозила Скрулла в морозильной камере.
Во время битвы с Командой и Блиндсайдом, Алана задействовала сыворотку слепоты, с помощью которой Блиндсайд одерживал верх в сражениях со своими противниками. Прибывший на поле боя Человек-паук ввёл Алане противоядие, восстанавливая её зрение, однако взаимодействие сыворотки с другими веществами, которые даровали Джекпот сверхчеловеческие способности, привели к смерти девушки.

### Возвращение Аланы Джобсон
В попытках установить личность Джекпот Человек-паук посетил дом Сары Эрет, которая сказала супергерою, что тот ошибся и попросила его уйти.
Впоследствии Человек-паук узнал личности обеих версий Джекпот и уведомил Сару о смерти Аланы, обвинив Сару в пренебрежении своими обязанностями и гибели неподготовленной для роли супергероини Аланы. Прежде чем уйти, Человек-паук заявил Саре, что супергерои не могут отказаться от своего долга.
Обезумевшая Сара вернулась к роли Джекпот, после чего противостояла Бумерангу и Розе, которые раскрыли её личность. По приказу Розы, Бумеранг выследил Сару в её доме и убил её мужа на глазах у неё и её дочери.
Сара отомстила Розе и разоблачила его, но была вынуждена изменить свою личность и личность своей дочери, взяв имя Аланы Джобсон.

## Силы и способности
В то время как первая Джекпот обладала сверхчеловеческими способностями, вторая принимала несколько сывороток для физического совершенствования. Кроме того, она была квалифицированной гимнасткой. В The Amazing Spider-Man #549 Джекпот заявила, что в некотором роде неуязвима. Также она владела базовыми навыками рукопашного боя. Для поддержания своих сил ей требовалось регулярное потребление сывороток.
Джекпот обладала сверхчеловеческой силой, так как в Secret Invasion Spider-Man #2 она смогла оторвать багажник от автомобиля и бросить его в Супер Скрулла. В том же выпуске она выдержала несколько серьёзных ударов от рук сверхмощного воина Скруллов, не получив при этом синяков.

## Вне комиксов
В 2018 году компания Sony анонсировала разработку сольного фильма про Джекпот, действие которого будет происходить в рамках медиафраншизы «Вселенная Человека-паука от Sony». В мае 2020 года Марк Гуггенхайм, ранее работавший над комиксами о героине, был нанят студией в качестве сценариста и потенциального режиссёра проекта.

## Коллекционные издания
| Название                             | Материал                                                                     | Дата публикации | ISBN           |
| ------------------------------------ | ---------------------------------------------------------------------------- | --------------- | -------------- |
| Amazing Spider-Man Presents: Jackpot | Spider-Man Presents: Jackpot #1-3 и материал из Amazing Spider-Man Family #6 | Июль 2010       | 978-0785144847 |